# Reggia di Venaria Reale
La reggia di Venaria Reale (in piemontese ël Castel ëd la Venerìa) è una delle residenze sabaude parte del sito seriale UNESCO iscritto alla Lista del Patrimonio dell'umanità dal 1997.
La reggia di Venaria fu progettata dall'architetto Amedeo di Castellamonte. A commissionarla fu il duca Carlo Emanuele II che intendeva farne la base per le battute di caccia nella brughiera torinese. Successivamente ingrandita con innumerevoli corpi edilizi ed edifici dove lavorò anche il più importante architetto di casa Savoia Filippo Juvarra.
Lo stesso nome in lingua latina della reggia, Venatio Regia, viene fatto derivare dal termine reggia venatoria.
La scelta del sito, ai piedi delle Valli di Lanzo, fu favorita dalla vicinanza degli estesi boschi detti del Gran Paese, ricchissimi di selvaggina: un territorio che si estende per un centinaio di chilometri fino alle montagne alpine, giungendo a sud e a est in prossimità del capoluogo.
Nel 2018 ha fatto registrare 1 048 834 visitatori, risultando il settimo sito museale statale italiano più visitato, mentre nel 2017, a dieci anni di distanza dall'inaugurazione del sito turistico, la Guida Michelin ha assegnato alla reggia di Venaria la terza stella.
Nel 2019 il giardino della Reggia è stato eletto parco pubblico più bello d'Italia.

## Storia

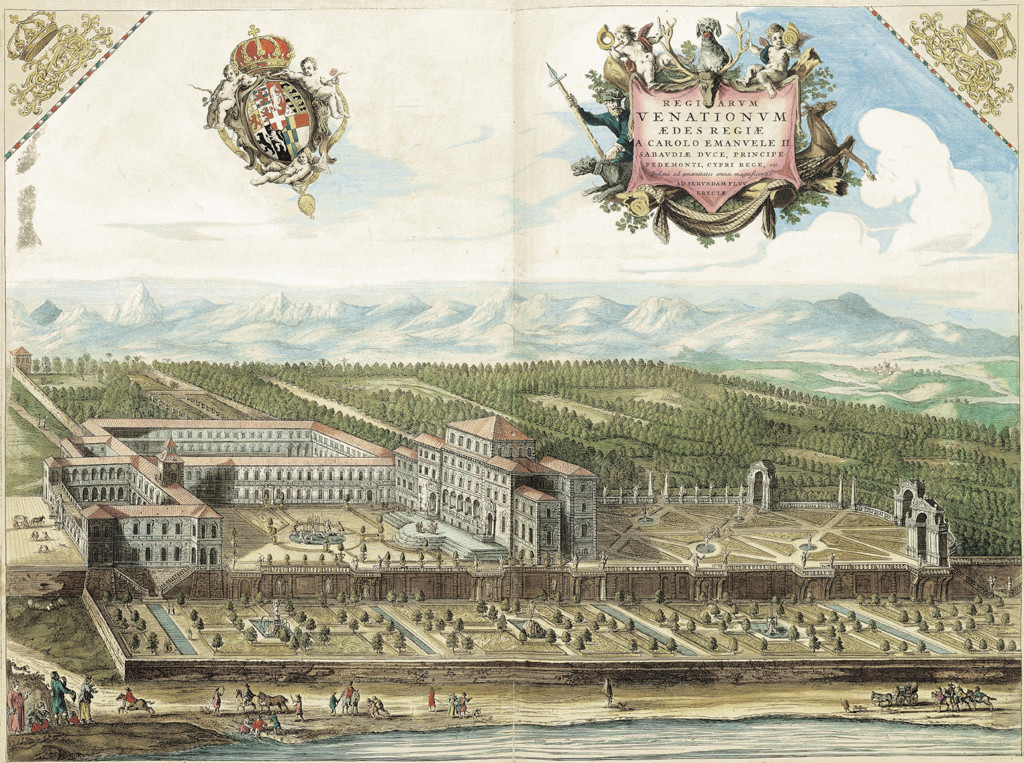
La reggia di Venaria Reale in un antico dipinto

Probabilmente l'idea di creare una reggia a Venaria nacque da Carlo Emanuele II di Savoia dall'esempio del Castello di Mirafiori (o di Miraflores), luogo destinato alla moglie del duca Carlo Emanuele I, Caterina Michela d'Asburgo situato nel quartiere che da quella reggia avrebbe poi preso proprio il nome Mirafiori.

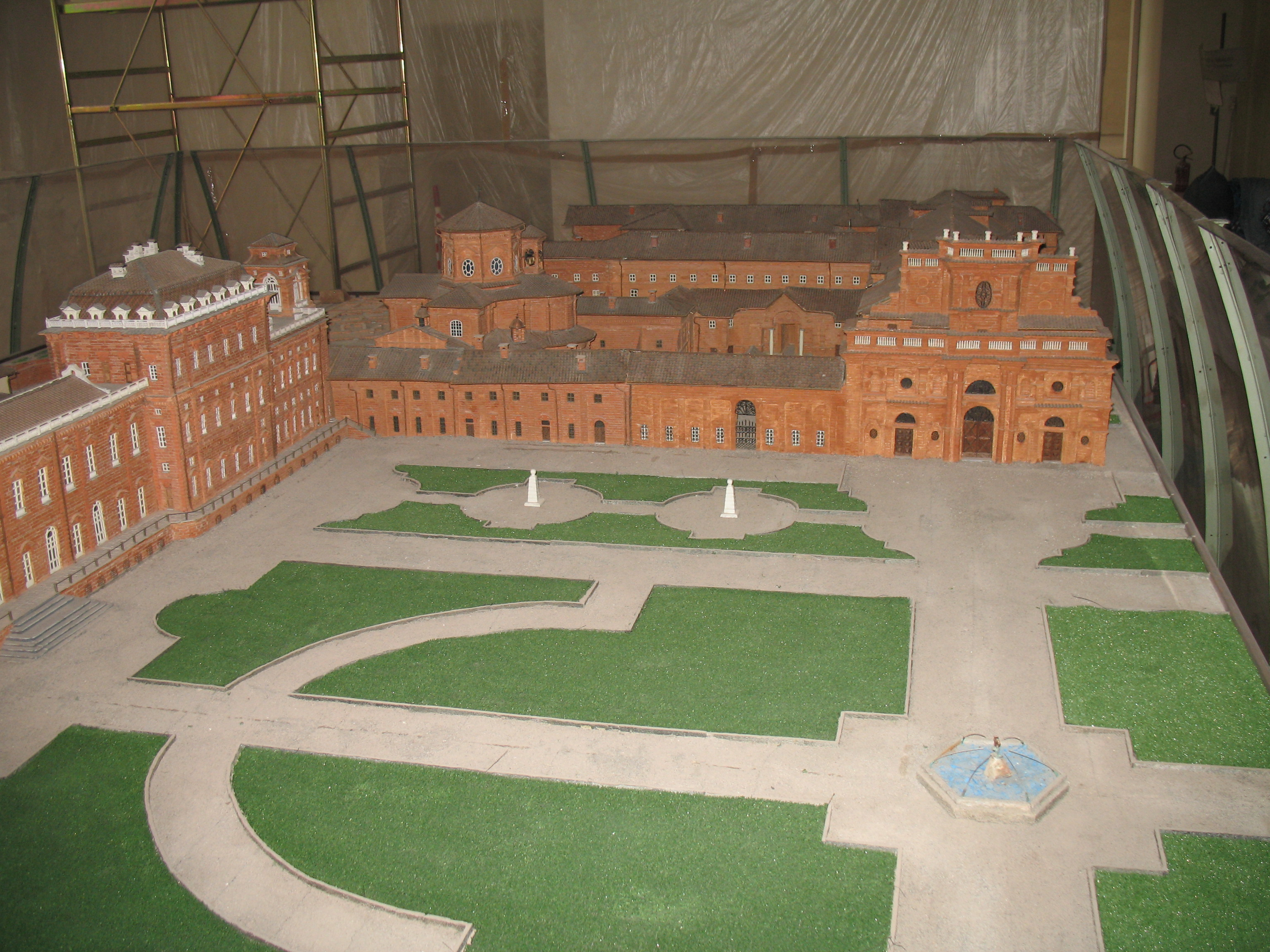
Il plastico della reggia

Carlo Emanuele II, volendo anch'egli creare una reggia che si legasse al proprio nome e a quello della consorte, Maria Giovanna Battista di Savoia-Nemours, comprò i due piccoli villaggi di Altessano Superiore ed Inferiore dalla famiglia di origine milanese Birago, che qui aveva dato vita a importanti piantagioni. Il luogo venne in seguito ribattezzato "la Venaria" perché destinato agli svaghi venatori.
I lavori vennero progettati dal 1658 ed affidati all'architetto Amedeo di Castellamonte. La costruzione cominciò nel 1659 e vennero completati, in ordine: la scuderia e la torre dell'orologio (1660), la Reggia di Diana (1663), Loggia e Teatro nel giardino superiore (1666), la piazza frontestante il palazzo (1667), le facciate gemelle delle chiese nella piazza del borgo (1669), la citroneria a fontana d'Ercole, il viale della Fontana d'Ercole (1671), il tempio di Diana (1673), i postici della via centrale del borgo (1679).
Dopo che il 1º ottobre 1693 i francesi (in guerra contro i Savoia nella guerra della Grande Alleanza) distrussero alcune costruzioni, Vittorio Amedeo II commissionò un ulteriore intervento sulla reggia, che venne ristrutturata ed ampliata sotto la direzione di  Michelangelo Garove. Vennero completati il padiglione sud-ovest (1702),il padiglione sud-est (1703-1713) e l'inizio della manica della Galleria Grande, che rimarrà incompiuta con la morte di Garove nel 1713. Inoltre, Garove rimodellò i giardini, demolendo il Tempio di Diana (1700), tracciando l'Allea Reale e prolungando il viale (1702), demolendo la citronieria seicentesca (1703), tracciando il Giardino Inglese (1710), realizzando gli Appartamenti verdi e demolendo la Loggia a Teatro seicentesca (1711). Inoltre, ulteriori danni vennero inflitti durante l'assedio del 1706, quando i francesi di Louis d'Aubusson de la Feuillade vi presero dimora, danneggiando molte strutture destinate, in quel periodo, ai soldati.
Nel 1716, Vittorio Amedeo II affidò il progetto a Filippo Juvarra che completò la Galleria Grande (1716), allestì il padiglione sud-est, costruí la Citroneria e la Scuderia Grande (1722-1727), e costruí la cappella di Sant'Uberto. Nei giardini, Juvarra demolì le fondamenta residue del tempio di Diana nel 1719 e nel 1725 realizzò il Labirinto ed il suo padiglione.
Nel 1739, tre anni dopo la morte di Juvarra, Carlo Emanuele III scelse Benedetto Alfieri come nuovo direttore del progetto. Alfieri demolì la torre dell'Orologio e la ricostruì nello stesso posto (1739), eresse la manica del Belvedere (1751), la galleria tra la cappella e la Citroneria (1754), la piccola scuderia occidentale (1758) e quella orientale (1760), ed il maneggio (1761).
Anche durante la dominazione napoleonica la reggia subì serie trasformazioni, in particolare, i giardini, distrutti per farne una piazza d'armi: l'intero complesso, infatti, venne trasformato in caserma e, con la Restaurazione, questa destinazione fu mantenuta. Il complesso si confermò pure come il centro nevralgico della Cavalleria sabauda, ospitando, tra l'altro, una scuola di equitazione militare di prestigio europeo (in seno alla quale maturarono innovativi metodi di equitazione, di combattimento, di affardellamento) e un allevamento di stalloni.
A causa dei gravi danni subiti durante l'occupazione francese, una volta sconfitto Napoleone e restaurato il Regno di Sardegna, la reggia di Venaria non tornò al suo precedente ruolo di residenza reale, ma divenne parte del Regio Demanio Militare. I decori e gli arredi recuperabili furono trasferiti negli altri palazzi e castelli della corte sabauda, e il ruolo di residenza reale estiva fu assunto dal castello di Racconigi, da quello di Stupinigi e da quello di Agliè.
Durante il suo ruolo di struttura militare, che comprendeva l'appartenenza al Regio Demanio Militare dal 1851 al 1943, il complesso fu utilizzato dall'esercito. Ospitò dal 1850 al 1943 il Reggimento artiglieria terrestre "a cavallo", la Regia Scuola Militare (oggi Scuola di cavalleria dell'Esercito Italiano), e il 5º Reggimento artiglieria terrestre "Superga". Dall'inizio del '900, l'esercito cominciò gradualmente ad abbandonare il sito, e la proprietà fu gradualmente trasferita al ministero della cultura, a partire dal 1936 con la cappella di Sant'Uberto.
Tolto il presidio militare, il palazzo divenne preda di atti vandalici e proseguì in un lento ed inesorabile abbandono. Data la mancanza di fondi per il sito, gli interventi del ministero della cultura furono minimi ed essenziali, mirati alla conservazione dell'integrità strutturale degli edifici. Negli anni '40 fu intrapreso un piccolo restauro della cappella.
Nel 1961, in occasione delle celebrazioni per il centenario dell'Unità d'Italia, la Galleria e il Salone di Diana furono brevemente restaurati, anche se in maniera prevalentemente scenografica. Negli anni '60 un gruppo di cittadini venariese diede vita al Coordinamento Venariese per la Tutela e Restauro del Castello, che avviò alcuni limitati lavori di recupero e valorizzazione del palazzo decadente.
A partire dagli anni '80, i fondi del FIO (Fondi di investimento occupazionale) sono stati impiegati per i primi lavori di riqualificazione, restauro e valorizzazione volti a sensibilizzare l'opinione pubblica.

### Il restauro
(Francesco Pernice, Soprintendente per i Beni Architettonici e per il Paesaggio del Piemonte e direttore tecnico coordinatore dei restauri della Venaria Reale, 24 luglio 2007)

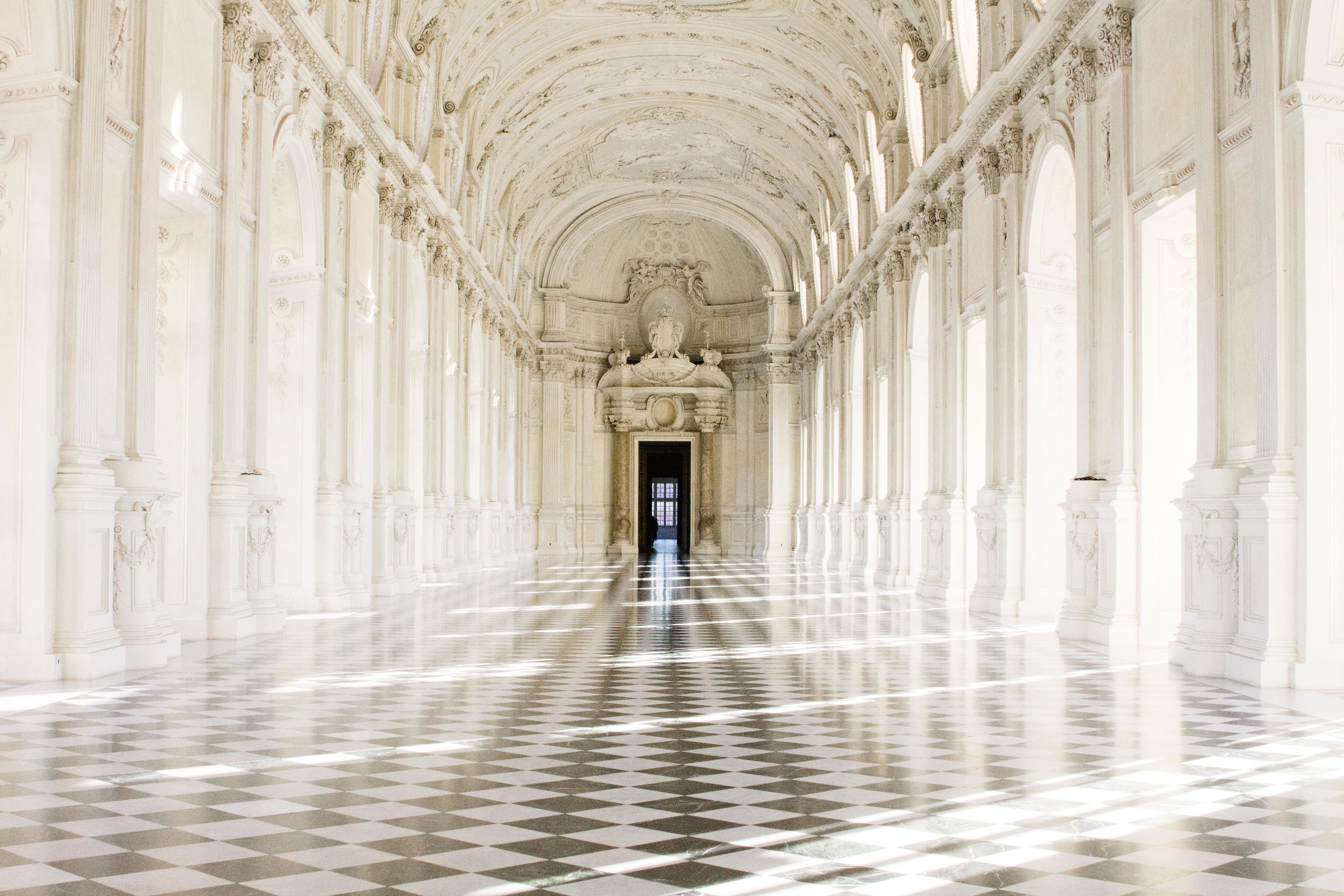
La Galleria Grande

La svolta avvenne nel 1978, quando la reggia venne ceduta alla Soprintendenza per i lavori di restauro. Una vibrante e argomentata esortazione ad avviare senza indugi i necessari radicali restauri del manufatto venne da Federico Zeri che, in una trasmissione televisiva dedicata alla Venaria, mostrò al grande pubblico lo stato di intollerabile degrado in cui versava il sito.
Il 5 dicembre 1996 il Ministro della Cultura Walter Veltroni, d'intesa con il Presidente del Piemonte Enzo Ghigo, ha dato vita al "Comitato per la Reggia di Venaria", che ha avviato il lungo processo di restauro della Reggia. Nel 1999 è stato siglato il primo accordo quadro tra Ministero dei Beni Culturali, Regione Piemonte, Comune di Torino, Comuni di Venaria Reale e Druento. Complessivamente i lavori sono durati 8 anni dal 1999 al 2007, ed è stato il più grande progetto di restauro della storia europea. Il progetto ha coinvolto 700 tecnici e collaboratori e 300 imprese per un totale di oltre 1.800 operatori, 100 progettisti con 16 gare internazionali, 8 gare di progettazione e ha coinvolto il palazzo, il borgo, il castello della Mandria, i giardini e il parco. I fondi stanziati ammontano a oltre 300 milioni di euro (50 del Ministero dei Beni Culturali, 80 della Regione Piemonte, 170 dell'Unione Europea), hanno consentito il restauro dell'intero complesso, per una superficie complessiva di 240.000 mq tra piazze, edifici vicino la reggia, ecc; le aree verdi con 800.000 mq tra giardini e boschi, 1000 affreschi, 9.5000 mq di stucchi, con un costo inferiore a 900 €/mq. Questi interventi sono stati resi possibili anche grazie ai fondi del gioco del lotto, in base a quanto regolato dalla legge 662/96.
L'apertura del complesso si è tenuta il 13 ottobre 2007.
Periodicamente sono recuperati e inaugurati nuovi spazi, come le Citronière e le Scuderie aperte al pubblico nel 2009. Nel 2011, in occasione del 150º anniversario dell'Unità d'Italia, la reggia e i giardini sono stati sede di mostre ed eventi dedicati alle eccellenze del Paese. La reggia di Venaria è gestita dalla Struttura Flessibile del Complesso della Venaria Reale, diretta da Alberto Vanelli. Sempre in un'ala della reggia è stata inaugurata la scuola di restauro della Venaria Reale.

## Il complesso
Accedendo dall'entrata principale si viene accolti nella corte d'onore, nel centro della quale sorgeva una fontana detta del cervo, la facciata principale in intonaco con cornucopie conchiglie e frutti risulta sulla parte destra come "sfregiata" da una cesura di mattoni a vista che delimitano la parte seicentesca da quella settecentesca, successiva all'intervento del primo architetto di corte Amedeo di Castellamonte.
La parte sinistra del complesso presenta l'intervento del secondo architetto di corte Michelangelo Garove 1699-1713 in sintesi la realizzazione di due torrioni con tetti detti alla "Mansart" ricoperti di Scandole, mattonelle pentagonali multicolori in ceramica, uniti da una Gran Galleria erroneamente indicata a metà del XX secolo, come quella di Diana. Il pittore Giacomo Casella eseguì col cognato Giovanni Andrea Casella la decorazione pittorica della sala dei templi di Diana: Britomarte consegna un tempio a Diana, degli anni 1660-1663.

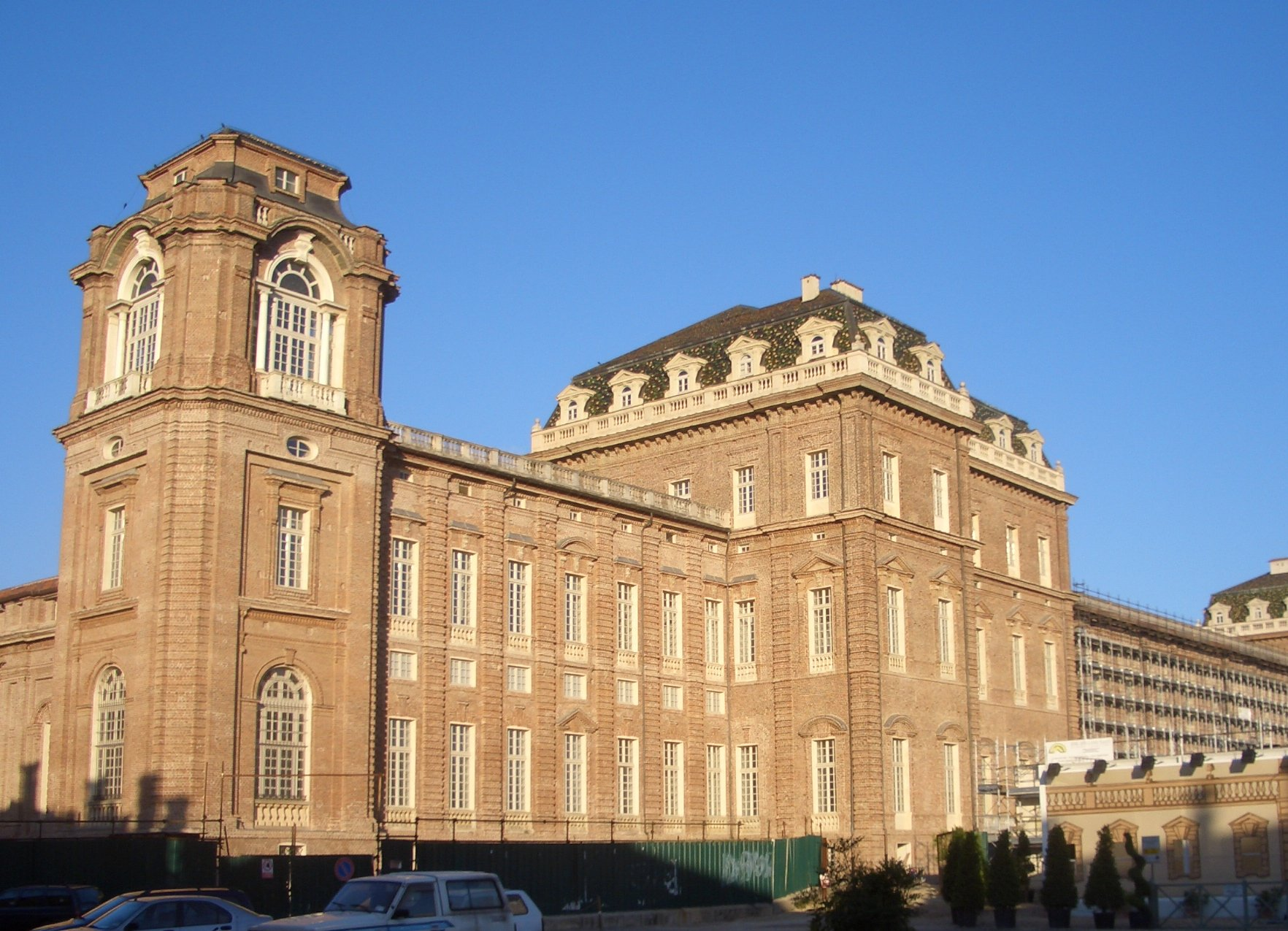
Torre del Belvedere e padiglione Garove

Negli interni si trovavano stucchi, statue, dipinti, (secondo il Castellamonte, oltre quattromila quadri), realizzati da valenti artisti, tra cui Vittorio Amedeo Cignaroli, Pietro Domenico Olivero e Bernardino Quadri. Sulle pareti si stagliano raffigurazioni di selvaggina che istituiscono un rimando alla funzione venatoria della struttura. Le decorazioni a stucco spesso sono dovute all'arte dello stuccatore Pietro Somazzi, in ambienti trasformati in epoca successiva, oppure in sale all'interno della reggia di Diana e nei vani di raccordo con il padiglione eretto da Michelangelo Garove, dove si assiste ad un vero e proprio trionfo di abilità esecutiva. Nel 1718 nella Pietro Filippo Somazzi ottenne l'esecuzione degli stucchi della galleria, attenendosi al disegno dell'architetto Filippo Juvarra.
A illustrare il complesso della reggia, esiste un modello estremamente accurato realizzato da Carlo Costantini.

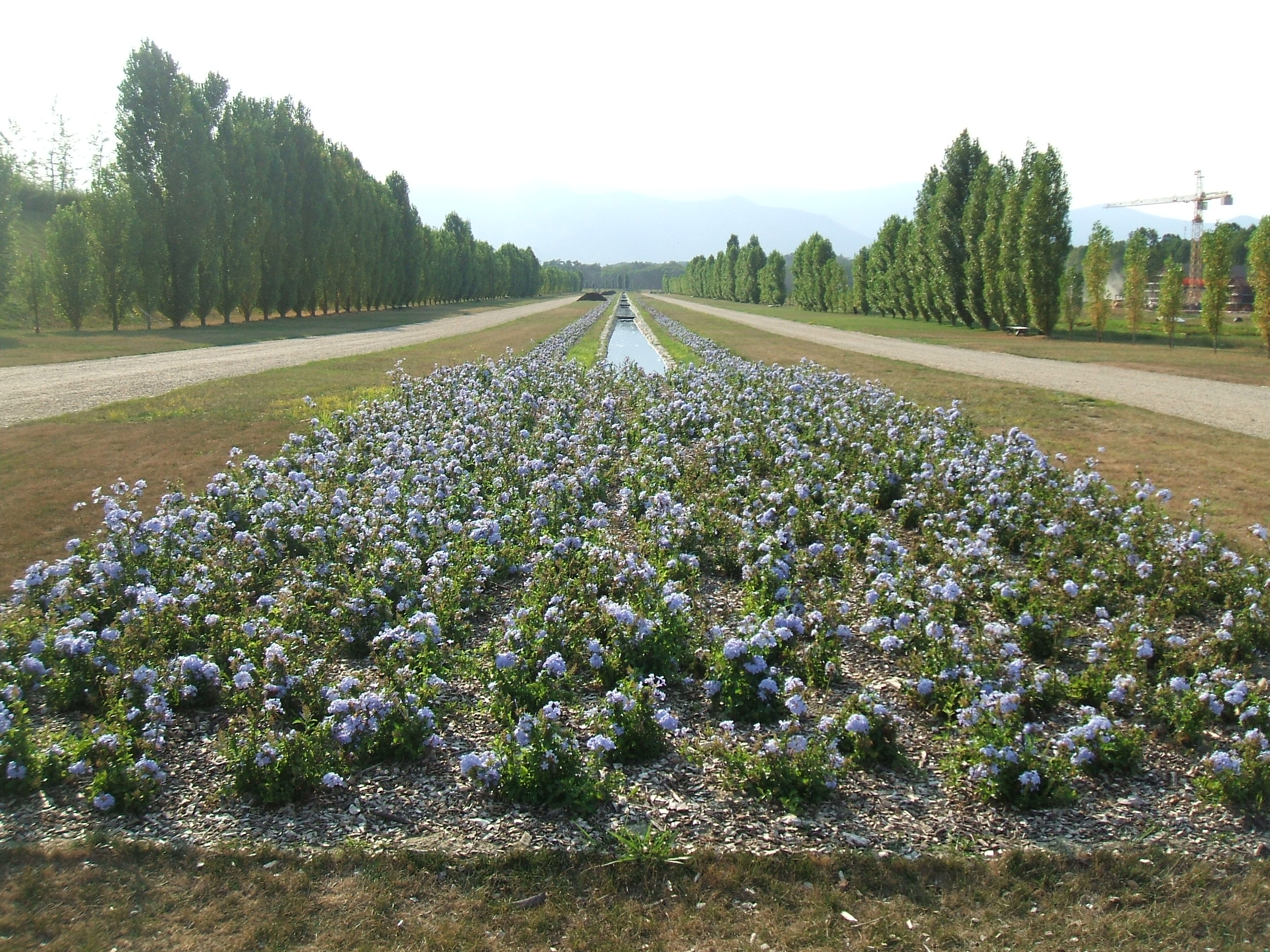
Fiori davanti alla Fontana d'Ercole e all'Allea di Terrazza

### I giardini
I giardini della reggia sono completamente spariti da quando i francesi di Napoleone li trasformarono in piazza d'armi: un'opera estremamente significativa del complesso si perse per sempre. Rimasero i disegni d'epoca, che mostravano lo splendido giardino alla francese diviso in tre terrazze collegate con scenografiche scalinate e architetture (come la torre dell'orologio del primo cortile) che le collegano: la fontana dell'Ercole, il teatro ad emiciclo e i parterre.
Solo di recente Venaria Reale vede rinascere la sua ambientazione naturale, grazie ai lavori che stanno interessando la struttura (scuderie, reggia di Diana, eccetera). Attualmente sono stati resi fruibili al pubblico i settori già ultimati, oltretutto danneggiati in parte dal violento nubifragio del giugno 2007. Nel Parco Basso sono visibili alcune opere di Giuseppe Penone, in netto contrasto con la struttura barocca del complesso: tra esse, il tronco di un cedro, alto dodici metri, dal quale escono i fumi degli impianti delle centrali termiche della palazzina.
Nel 2019 i giardini della Venaria si sono aggiudicati la XVII edizione del concorso Il Parco Più Bello d'Italia (categoria "parchi pubblici").

### Scuderie Juvarriane
Le scuderie Juvarriane sono costituite da un grande atrio (sala 57) che dà sui giardini, ed un grande ambiente voltato diviso in due da un muro: la Scuderia Grande (sala 58) sul lato nord, e la Citroniera (sala 59) sul lato sud. La Citroniera è costituita da una grande galleria voltata (lunga 148 metri, larga 14, e alta 16) la cui funzione antica era il deposito invernale degli agrumi coltivati nei giardini. Le pareti laterali sono scandite da nicchie che imprimono dinamismo alla galleria, e a sud le pareti sono scandite da archi sormontate da oculi che danno sul giardino mentre la parete nord (che separa l'ambiente dalle scuderie) presenta dei serramenti in trompe l'oeil che riproducono gli archi. L'ambiente è usato per mostre temporanee. La scuderia grande (lunga 148 m, larga 12 e alta 15) conteneva all'epoca circa 200 cavalli e riparava il lato nord della Citroniera in inverno. Nell'ambiente sono esposte carrozze, uniformi, ed il Bucintoro veneziano. Quest'ultimo fu fatto realizzare a Venezia da Vittorio Amedeo II fra il 1729 e il 1731. Tra le carrozze esposte vi sono la Berlina dorata di gala, commissionata da Vittorio Emanuele II asceso al trono d’Italia, la Berlina argentata della regina Margherita e alcune carrozze di Umberto I e Vittorio Emanuele III. Inoltre, è esposta temporaneamente la carrozza di Napoleone.

### Il Centro per la conservazione e il restauro
Nell'area delle ex scuderie, su una superficie di circa 8000 metri quadrati, si trova uno dei principali centri di restauro italiani, costituito da una serie di laboratori dedicati alla diagnostica, al restauro e alla conservazione delle opere d'arte.

## La chiesa di Sant'Uberto
Alla morte di Michelangelo Garove avvenuta nel 1713 seguì nel 1716 la ricostruzione per opera di Filippo Juvarra, della Gran Galleria e parallelamente la costruzione della chiesa di Sant'Uberto (1716-1729), incastonata tra i palazzi tanto da non permetterne la costruzione della cupola, che venne affrescata come trompe-l'œil all'interno, la scuderia e la citroniera (1722-1728), oltre che un rimaneggiamento in stile francese delle facciate.

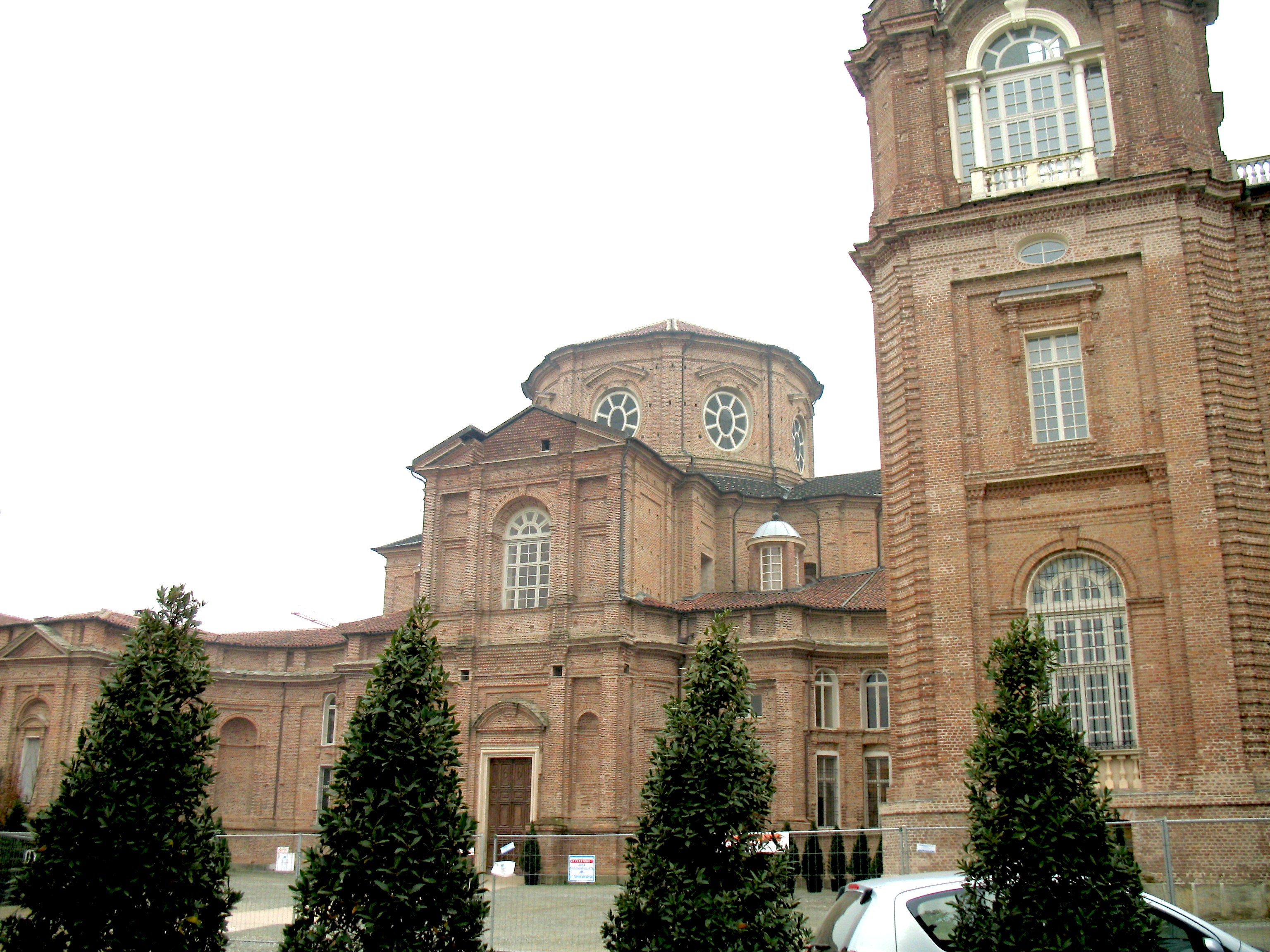
La chiesa intitolata a Sant'Uberto, posta a fianco della reggia di Venaria

Gli ultimi lavori furono realizzati tra la seconda metà del Settecento e l'inizio dell'Ottocento (scuderie e maneggio, scala della reggia di Diana, galleria di Sant'Uberto) dopodiché la reggia fu quasi dimenticata a favore della Palazzina di caccia di Stupinigi (1729), più conforme ai nuovi gusti delle corti europee.

## Mostre
Sin dalla sua inaugurazione, la Reggia di Venaria ha sviluppato una vivace attività espositiva. 
In occasione dell'evento "Esperienza Italia 150", ideato per commemorare il 150º anniversario dell'Unità d'Italia, la Reggia di Venaria Reale è stata il fulcro di una serie di iniziative e mostre tematiche svoltesi a partire dal 17 Marzo 2011 fino a fine anno, come la mostra "La Bella Italia", curata da Antonio Paolucci all'interno delle Scuderie Juvarriane.
Nel 2014 vennero esposte nella Sala delle Arti armature italiane, tedesche, indiane, giapponesi e della tradizione islamica tra Cinquecento e Ottocento provenienti dalla collezione del Museo Stibbert di Firenze e qui affiancate all'analoga collezione dell'Armeria Reale di Torino.
Nel 2017 gli storici Silvia Ghisotti ed Andrea Merlotti vi hanno realizzato la mostra "Dalle Regge d'Italia. Tesori e simboli della regalità italiana", dedicata alla storia delle regge italiane fra 1860 e 1920. Tale mostra è stata organizzata con l'aiuto dei principali palazzi reali italiani, dal Quirinale alla Reggia di Caserta.